# 1120-as évek
Évszázadok: 11. század · 12. század · 13. század
Évtizedek: 1070-es évek · 1080-as évek · 1090-es évek · 1100-as évek · 1110-es évek · 1120-as évek · 1130-as évek · 1140-es évek · 1150-es évek · 1160-as évek · 1170-es évek
Évek: 1120 · 1121 · 1122 · 1123 · 1124 · 1125 · 1126 · 1127 · 1128 · 1129

## A világ vezetői
- II. István magyar király (Magyar Királyság) (1116–1131† )